# Józef Malewski
Józef Gabriel Malewski (ur. 16 marca 1875 w Skierniewicach, zm. 10 lipca 1929 w Olkuszu) – lekarz weterynarii, generał brygady Wojska Polskiego.

## Życiorys
Był synem Edwarda i Marii z Radzimińskich. Ukończył Gimnazjum Filologiczne w Siedlcach i Instytut Weterynaryjny w Warszawie. Dyplom lekarza weterynarii uzyskał w 1898 r.
9 grudnia 1914 powołany został do Armii Imperium Rosyjskiego. W czasie I wojny światowej był komendantem szpitala koni oraz pełnił służbę w Dowództwie Frontu Zachodniego. Od 15 lutego do 1 kwietnia 1918 r. służył w I Korpusie Polskim w Rosji. W czerwcu tego roku przyjęty został do Polskiej Siły Zbrojnej i mianowany naczelnym lekarzem weterynarii oraz referentem w Inspektoracie Wyszkolenia.
W latach 1918–1927 pełnił służbę w Ministerstwie Spraw Wojskowych, kierując pracami służby weterynaryjnej Wojska Polskiego i zajmując kolejno stanowiska:
- naczelnego lekarza Głównego Zarządu Weterynaryjnego - naczelnika służby weterynaryjnej Wojsk Polskich od listopada 1918 r.,
- szefa Sekcji Weterynaryjnej Departamentu I Mobilizacyjno-Organizacyjnego od grudnia 1918 r.,
- szefa Sekcji Weterynaryjnej Departamentu VIII dla Spraw Koni i Taborów w 1919 r.,
- szefa Sekcji II Weterynaryjnej Departamentu IV Koni od 1 marca 1920 r.,
- szefa Wydziału Służby Weterynaryjnej Departamentu II Jazdy od sierpnia 1921 r.,
- szefa Wydziału Służby Weterynaryjnej Departamentu II Kawalerii od kwietnia 1924 r.

Z dniem 1 marca 1927 został mu udzielony dwumiesięczny urlop z zachowaniem uposażenia, a z dniem 30 kwietnia 1927 został przeniesiony w stan spoczynku. Zamieszkał w Olkuszu i tam zmarł 10 lipca 1929.
Józef Malewski był żonaty z Mitkowską. Miał dwoje dzieci: Halinę (1903) i Stanisława (1905).

## Awanse
- major - październik 1918
- pułkownik - 29 maja 1920 zatwierdzony z dniem 1 kwietnia 1920, w Korpusie Weterynaryjnym, w grupie oficerów byłych Korpusów Wschodnich i byłej armii rosyjskiej[4]
- generał brygady - 3 maja 1922 zweryfikowany ze starszeństwem z 1 czerwca 1919 i 72. lokatą w korpusie generałów[5]

## Ordery i odznaczenia
- Krzyż Komandorski Orderu Odrodzenia Polski (2 maja 1923)[6][7]
- Krzyż Walecznych
- Medal międzysojuszniczy Allied Victory Medal (Médaille Interalliée)